# Cantonul Montpellier-2
Cantonul Montpellier-2 este un canton din arondismentul Montpellier, departamentul Hérault, regiunea Languedoc-Roussillon, Franța.

## Comune
- Clapiers
- Montferrier-sur-Lez
- Montpellier (parțial, reședință)

De volgende wijken van Montpellier maken deel uit van dit kanton:
- Boutonnet
- Universités
- Plan des 4 Seigneurs
- Saint Charles
- IUT
- Veyrassi
- Vert-Bois